# Джонсон, Башрод
Башрод Раст Джонсон (англ. Bushrod Rust Johnson; 7 октября 1817 — 12 сентября 1880) — американский учитель, профессор философии, а также генерал армии Конфедерации во время американской гражданской войны. Он был одним из немногих генералов Конфедерации, которые родились и выросли на Севере.

## Ранние годы
Джонсон родился в округе Белмонт, в штате Огайо. Он вырос в семье квакеров и до своего переезда на юг был причастен к деятельности Подпольной железной дороги. Он окончил военную академию Вест-Пойнт в выпуске 1840 года и был определён вторым лейтенантом в 3-й пехотный полк. Он участвовал в семинольских войнах во Флориде. 29 февраля 1844 года получил звание первого лейтенанта.
Джонсон участвовал в мексиканской войне, в сражениях при Пало-Альто, Ресака-де-ла-Пальма. «Некоторые люди рождаются неудачниками, — писал Питер Коззенс, — некоторые становятся ими из-за своего выбора… Джонсон был и тем и другим». Его проблемы начались уже на мексиканской войне: он участвовал в четырёх сражениях, не заслужив даже временного повышения. Перед началом Мексиканской кампании Скотта он стал снабженцем и не смог принимать участия в сражениях. Война прошла без его участия, и на момент заключения мира он остался в звании лейтенанта, а также подцепил жёлтую лихорадку.
22 октября 1847 года был вынужден покинуть армию после того, как был обвинен в продаже контрабанды. С 1851 года стал работать учителем, профессором философии и химии в Западном Военном Институте в Джорджтауне (Кентукки), а с 1855 — профессором инженерии в Нэшвильском университете. В этот период он помогал ополчению Кентукки и Теннесси.

## Гражданская война
Когда началась война, Джонсон вступил в армию и 28 июня 1861 года стал полковником инженерных войск в теннессийском ополчении. Через неделю его перевели в армию Конфедерации. Он участвовал в сооружении форта Донельсон на реке Кумберленд и 24 января 1862 года был повышен до бригадного генерала. За несколько дней до сражения у форта Донелсон он стал командиром форта, но через несколько часов прибыл бригадный генерал Гидеон Пиллоу и принял командование, как старший по рангу. Он стал командовать дивизией в гарнизоне форта. 16 февраля 1862 форт с гарнизоном капитулировал перед Улиссом Грантом, но через два дня Джонсон сумел пробраться сквозь позиции федеральной армии и избежать капитуляции.
Он участвовал в сражении при Шайло, где командовал бригадой в дивизии Бенджамина Читема. На второй день сражения, после ранения Читема, он принял командование дивизией, но вскоре был тяжело ранен взрывом снаряда. После выздоровления он вернулся в армию и командовал бригадой во время вторжения Брэгга в Кентукки и в сражении при Перривилле. Впоследствии участвовал в сражении при Стоун-Ривер, в Туллахомской кампании, и в сражении при Чикамоге. При Чикамоге его дивизия, состоящая из бригад Фултона, Макнейра и Грегга, была поставлена первой в ударной колонне Лонгстрита и именно она прорвала фронт противника во время атаки 20 сентября.
После Чикамоги дивизия участвовала в осаде Ноксвилла.
21 мая 1864 года Джонсон был повышен до генерал-майора и продолжил службу уже в Северовирджинской армии генерала Ли. Именно Джонсон командовал северокаролинцами в бою у Воронки под Петерсбергом. В тот день его люди захватили три знамени и 130 пленных. После отступления от Петерсберга его дивизия была полностью разбита в сражении при Сайлерс-Крик, хотя сам Джонсон сумел уйти. Он сдался федералам при Аппоматоксе вместе с генералом Ли.

## Послевоенная деятельность
Джонсон вернулся к преподавательской деятельности и в 1870 снова стал профессором Нэшвилльского университета, вместе с генералом Эдмундом Кирби Смитом. Здоровье его постепенно ухудшалось и в 1875 он переселился на ферму в Брайтоне, Иллинойс, где умер в 1880 году. Его похоронили в Майлс-Стейшен, около Брайтона, а в 1975 году перезахоронили на Олд-Сити-Семетери в Нэшвилле, рядом с могилой его жены Мэри.